# Greyerzer Museum
Das Greyerzer Museum, französisch Musée gruérien, ist ein 1917 eröffnetes kulturhistorisches Museum in Bulle in der Schweiz. Es ist Mitglied im Verband der Museen des Kantons Freiburg.

## Das Museum
Das Museum erforscht und zeigt seit 1917 die Kunst, Geschichte und Traditionen des Greyerzerlandes im Kanton Freiburg. Auf einer Fläche von 500 m² werden temporäre Ausstellungen gezeigt, auf 1000 m² als Dauerausstellung Schätze aus den Sammlungen zum Kulturerbe der Region wie Poyas (Bauernmalereien des Alpaufzugs), Bauernstuben, eine Alpkäserei, Glocken, geschnitzte Rahmlöffel, Hochzeitsschränke und Trachten. Seit 2012 bietet es die Tour «La Gruyère – Routen und Fussspuren» an. 2017 wurde eine Sonderausstellung zur Stereoskopie gezeigt. 2018 fand im Museum eine Fotoausstellung aus der 1820 von Schweizern gegründeten brasilianischen Stadt Nova Friburgo statt. Die Aufnahmen stammten überwiegend aus Freiburg, aber auch aus anderen Kantonen. Im Juli und August findet wöchentlich ein Folkloremarkt statt. Das Haus besitzt eine Sammlung von Werken der Maler Joseph Reichlen, Frank Charles Peyraud und Paul Yerly (1900–1969).

## Geschichte
Das Museum und die Bibliothek wurden 1917 mit Unterstützung des Schriftstellers und Journalisten Victor Tissot (1845–1917) gegründet. Tissot war Chefredakteur des Figaro littéraire in Paris. Sein Porträt (Joseph Reichlen, 1883) ist Teil der Sammlung. Zuerst war es seit 1923 im «Hôtel Moderne» eingerichtet, seit 1978 befindet es sich im heutigen Gebäude, einem modernistischen flachen Zweckbau.

## Veröffentlichungen
- Cahiers du Musée Gruérien. Revue d’histoire régionale. Bulle, Neue Serie, Nr. 1, 1997 ff., ISSN 1422-2175, mit Einzeltiteln